# Taitu Betul
Taitu Betul (en amárico: ጣይቱ ብጡል c. 1851 – 11 de febrero de 1918) (nombre de bautismo Wälättä Mikael) fue una noble etíope, emperatriz del Imperio etíope (1889–1913) y la tercera esposa del emperador Menelek II de Etiopía. En 1887, junto a su marido Menelik II, entonces rey de la provincia de Shewa fundaron la ciudad de Addis Ababa, actual capital de Etiopía. Está considerada una de las referentes de la historia de las mujeres en África pioneras en la lucha contra el colonialismo.
Descendiente de una antigua familia noble en el norte de Etiopía, recibió una educación ortodoxa tradicional. También estudió materias poco frecuentes en el marco de estudio de las mujeres, no solo en África, en el periodo en el que vivió como relaciones exteriores. Después de varios matrimonios, Betul se casó en abril de 1883 con el rey de Choa Sahle Myriam, que necesitaba apoyo en el norte del país. Reforzado, Sahle Myriam se convirtió en rey de los reyes de Etiopía en 1889 con el nombre de Menelik II y Taytu Betul se convirtió en una de las mujeres más influyentes de su tiempo.
Buena diplomática y vibrante nacionalista, Taytu Betul se opuso a las estrategias coloniales italianas en su país. En 1890 escribió al embajador de Italia: «quisierais hacer pasar a Etiopía por vuestro protectora, pero nunca será así».
La Emperatriz rechazó cualquier negociación que pudiera conducir a la pérdida de territorios etíopes. Por el contrario, su esposo buscó primero el consenso, antes de seguir el consejo de su esposa. Taytu Betul estuvo presente en 1896 durante la batalla de Adoua, donde los italianos fueron aplastados y organizó sobre el terreno el abastecimiento de las tropas. Su poder en la corte junto a su esposo crecía constantemente, aunque oficialmente no tenía responsabilidades especiales. 
Poco apreciada por los rivales de Menelik y por parte del pueblo, fue apartada tras la muerte de su marido. Sigue siendo una figura destacada en la historia de Etiopía.

## Biografía
Taitu Betul nació hacia el año 1851. Era la tercera de cuatro hijos en una familia aristocrática etíope, relacionada con la dinastía salomónica. Su padre era Ras Betul Haile Maryam y su tío Wube Haile Maryam que era el gobernante de la zona norte de Etiopía en la década de 1840, y rival del emperador Teodoro II. Su familia paterna estaba en el poder en la provincia de Semien, proclamándose descendientes del emperador Susenyos I. Su padre era nieto de Ras Gugsa, miembro de la poderosa familia reinante de Yejju (Yejju), que era de origen oromo y se había convertido al cristianismo, y que había gobernado como regentes de los Emperadores en Gondar durante la Zemene Mesafint (Era de los Príncipes). Taitu tenía la reputación de estar especialmente orgullosa de su linaje en Yejju, Semien y Begemder. Después de cuatro matrimonios fracasados, Taitu Betul contrajo matrimonio con el rey Menelik II de la provincia de Shewa, más tarde emperador  Menelik II de Etiopía.
Se reconoce que Taitu ejerció un poder político considerable como esposa de Menelik, tanto antes como después de su coronación como emperador en 1889. Encabezó la facción más conservadora en la corte que se resistía a los cambios propuestos por los que querían desarrollar Etiopía siguiendo líneas occidentales y llevar la modernidad al país. Profundamente suspicaz con las intenciones europeas hacia Etiopía, jugó un papel clave en el conflicto del Tratado de Wuchale con Italia, en el que la versión italiana, establecía Etiopía como un protectorado italiano, mientras que la versión amárica no. La emperatriz sostuvo una línea dura contra los italianos, y cuando las conversaciones se rompieron e Italia invadió el imperio de su colonia de Eritrea, ella marchó al norte con el emperador y el ejército imperial, comandando una fuerza de artillería en la histórica Batalla de Adua que terminó en una humillante derrota para Italia en marzo de 1896. Esta victoria fue la más significativa de cualquier ejército africano en combate contra el colonialismo europeo.
Menelik, que a menudo prevaricó y pospuso decisiones que pudieran resultar controvertidas con la respuesta "Sí, mañana" (Ishi, nega), encontró útil tener a su esposa en una posición lo suficientemente poderosa que decía rotundamente no (Imbi) a las personas y a las cuestiones que el personalmente no quería ofender ni rechazar. Como resultado, la emperatriz Taytu se hizo más impopular, mientras que Menelik seguía siendo muy querido en la corte.
El 27 de octubre de 1909, Menelik sufrió un grave ataque, que lo dejó incapacitado y el ejercicio de gobierno de hecho fue asumido por Taitu. El joven Iyasu V fue nombrado heredero y Ras Tessema Nadew fue nombrado regente. En 1910, mediante un golpe de Estado liderado por elementos de la aristocracia y de la Guardia Imperial excluyeron y limitaron decisivamente la influencia de la Emperatriz, quedando sus cometidos limitados al cuiadado de su marido, con lo que Taitu se desvaneció de la escena política. Taitu y Menelik no tuvieron hijos. Menelik murió en 1913 y fue sucedido por Iyasu V, su nieto de una hija procedente de un enlace anterior. Taitu fue desterrada al antiguo palacio de Entoto, junto a la iglesia de Santa María que había fundado años atrás, y donde su esposo había sido coronado emperador.
También se le atribuye un papel en la trama que relevó al emperador Iyasu V del trono en 1916, siendo sustituido por la emperatriz Zauditu, que era hija de Menelik II de otro matrimonio anterior, y que siempre estuvo cercana a la emperatriz Taitu y la invitó de nuevo a vivir con ella. Aunque Taytu declinó, volvió a asesorar a los gobernantes "de una manera modesta", según Chris Prouty.